# Herb Dębego

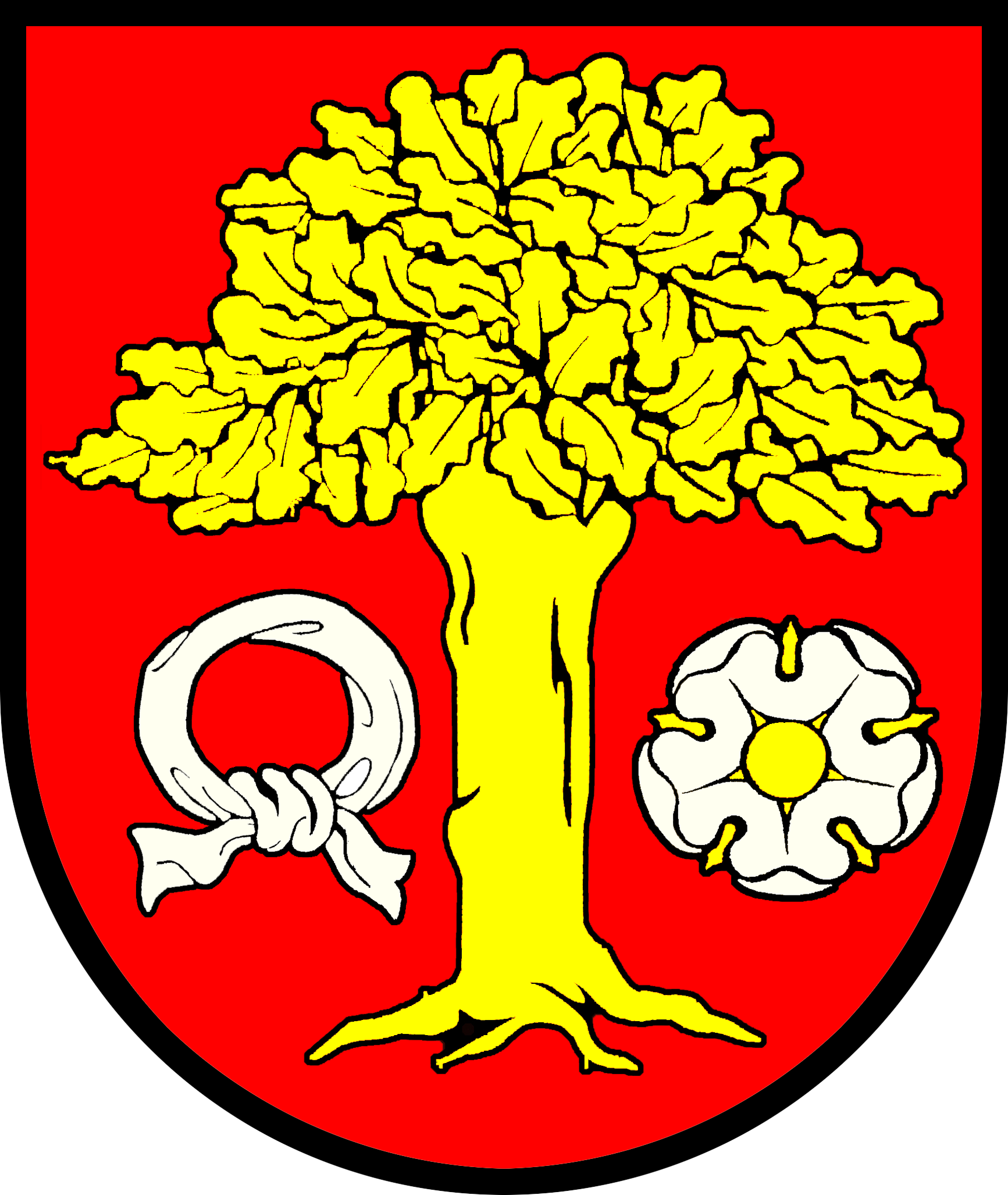
Herb Dębego

Herb wsi Dębe odwołuje się do historii tych ziem oraz do nazwy wsi, którą symbolizuje dąb złoty naturalny (ukorzeniony). Chusta srebrna w krąg związana u dołu nawiązuje bezpośrednio do herbu Nałęcz, którym pieczętowała się rodzina Czarnkowskich, zasłużona dla rozwoju tych ziem. Natomiast róża pięciopłatkowa srebrna ma odniesienie do herbu Poraj, którego używała rodzina Swinarskich mająca także swój wkład w rozwój wsi Dębe.